# Alexandre de La Goupillière
Pour les articles homonymes, voir Goupillière.
Alexandre Louis Jean Baptiste Jacques de La Goupillière, marquis de Dollon, né le 21 juillet 1778 et mort le 23 juillet 1856 à Dollon (Sarthe), est un homme politique français. 
Il est conseiller général de la Sarthe, député de la Sarthe de 1827 à 1834, siégeant à gauche et maire de Dollon de 1830 à 1856.